# Pokéthulhu
Pokéthulhu, genauer The Pokéthulhu Adventure Game, ist ein Pen-&-Paper-Rollenspiel, das die Rollenspiele Pokémon Jr. Adventure Game und Call of Cthulhu parodiert, im weiteren Sinne sogar alles, was mit Pokémon und den Werken H. P. Lovecrafts zusammenhängt.
Das Spiel wurde von S. John Ross geschrieben und geht auf eine Idee von Russell Godwin und Philip Reed zurück, letzterer steuerte zusätzliches Material bei. Illustriert wurde Pokéthulhu von John Kovalic.

## Spielwelt
„Endlose Sommerferien im Lande der Toten.“
Bei Pokéthulhu sind die Spielfiguren, Kultisten genannt, Schulkinder. Sie leben in einem vage beschriebenen Land, das sich aus Versatzstücken der Pokémon-Fernsehserie und des Cthulhu-Mythos zusammensetzt. In seinen Wäldern hausen Pokéthulhu, „süße unheimliche Monster aus den eisigen Tiefen des Weltraums“, die die Erwachsenen in Angst und Schrecken versetzen. Die Kultisten fangen und zähmen diese Ungeheuer und lassen sie in sportlichen Wettkämpfen gegeneinander antreten.

## Spielregeln
Pokéthulhu hat – verglichen mit den meisten anderen Rollenspielen – wenige, aber überraschend komplexe Regeln. Das System ist eine Abwandlung des zum Beispiel aus Shadowrun bekannten sogenannten „dice-pools“, bei dem zwar mehrere Würfel geworfen, sie aber einzeln betrachtet werden. Es werden ausschließlich zwölfflächige Würfel verwendet, die als „leuchtende Dodekaeder“ („Shining Dodecahedrons“, eine Anspielung auf eine von Lovecrafts Kurzgeschichten) bezeichnet werden. In der Spielwelt übernehmen die „leuchtenden Dodekaeder“ die Funktion von Pokébällen.
Die Spielregeln zerfallen grob in zwei Blöcke, die sich um die Kultisten und um ihre „’Thulhus“ drehen. Gemeinsam ist beiden der Aspekt, „spirituelle Resonanzen“ wie „nichteuklidisch“ oder „schuppig“ („squamous“ – eine für Lovecraft besonders charakteristische Vokabel), die eine persönliche Bindung zwischen Kultist und ’Thulhu erleichtern oder erschweren und im Kampf Vorteile bieten.

### Kultisten
Anders als das Pokémon Jr. Adventure Game enthält Pokéthulhu Regeln für Aktionen der Spielercharaktere. Im Gegensatz zu den meisten zeitgenössischen Rollenspielen kennt Pokéthulhu keine Fertigkeiten, sondern nur Attribute, die hier „Fähigkeiten“ (abilities) genannt werden. Teil der Parodie ist es, dass der Autor statt „natürlicher“ Attribute wie Stärke oder Intelligenz Eigenschaften gewählt hat, die für das Spielen von Schülerinnen und Schülern vielleicht angemessener sind; sie ersetzen auch teilweise die fehlenden Fertigkeiten:
- Notendurchschnitt (Grade Level),
- Spocht (Phys Ed),
- Pokéthulhu-Wissen (Pokéthulhu Lore),
- geistige Stabilität (Sanity),
- Ladendiebstahl (Shoplifting) und
- Rumlabern (Talking Trash).

### ’Thulhus
Die Regeln für Monster haben bis auf ihre Aspekte andere Attribute, sie sind ganz auf den Pokéthulhu-Kampf ausgerichtet, bei dem sich zwei der knuddligen Ungeheuer gegenüberstehen. Wie Pokémon haben ’Thulhus verschiedene Angriffe, die das Gegenüber schwächen, es in die Flucht schlagen oder einfangen sollen.
Neben den Regeln sind Statistika für einige der „bekannteren“ ’Thulhus angegeben, wie etwa für Pikathulhu, eine bösartige Kombination aus Pikachu und Cthulhu.

## Parodie
Der Charme von Pokéthulhu geht von dieser unnatürlichen Verschränkung der schaurigen Visionen H. P. Lovecrafts und seiner Epigonen mit der Zeichentrickserie Pokémon aus. Der Text des Spiels bezieht sich sogar häufig auf eine Pokéthulhu-Fernsehserie, die in Wahrheit gar nicht existiert und für die das Rollenspiel nur Beiwerk sein soll.
Als Beispielfiguren zur Erläuterung der Regeln müssen die Protagonisten dieser fiktiven Serie herhalten: Randy (Randolph) Carter, Sonja (Greene) und Titus (Crow), die Pendants von Ash, Misty und Rocko/Brock aus Pokémon. Im Gegensatz zu der düsteren Stimmung bei Lovecraft, die von Verzweiflung und Hilflosigkeit geprägt ist, haben sich die Kultisten die fröhliche Natur aus der Pokémon-Serie bewahrt, wo neben gelegentlicher, kurzer Frustration ein Geist der Zuversicht und Lebensfreude herrscht.

## Ausgaben
1. Die Squishy Brain-Ausgabe (2000).
2. Die Dork Storm-Ausgabe (2001, ISBN 1-930964-66-8), herausgegeben von Dork Storm Press, dem Verlag von John Kovalics Cartoon-Serie Dork Tower. Sie ist von ihm illustriert und enthält einen dreiseitigen Comic, in dem die Figuren aus Dork Tower mit bissigen Seitenhieben auf Rollenspiele und -spieler erklären, wie ein Rollenspiel funktioniert.
3. Die dritte Ausgabe (2002) ist bei Cumberland Games and Diversions, dem Eigenverlag von S. John Ross, als PDF frei erhältlich. Sie umfasst das Material aus der 2. Ausgabe und enthält die Spielerweiterung „Chaos Cards“ sowie ein stark erweitertes „Pokénomicon“, in dem von Fans kreierte ’Thulhus aus dem „Pokéthulhu Design Contest“ vorgestellt werden.